# Katholieke Kerk in Uruguay

Uruguay

De Katholieke Kerk in Uruguay is een onderdeel van de wereldwijde Katholieke Kerk, onder het geestelijk leiderschap van de paus en de curie in Rome.
Van de bevolking is ca. 66 tot 78% katholiek. In 1878 werd Montevideo bisdom en in 1897 aartsbisdom. In 1917 werd de scheiding van kerk en staat doorgevoerd. Er zijn geen officiële christelijke feestdagen en de wetgeving is op verschillende vlakken in strijd met de leer van de katholieke kerk. De kerk heeft er minder invloed dan in andere Latijns-Amerikaanse landen.
Apostolisch nuntius voor Uruguay is aartsbisschop Gianfranco Gallone.

## Indeling
- Kerkprovincie Montevideo:
  - Aartsbisdom Montevideo
  - Bisdom Canelones
  - Bisdom Florida
  - Bisdom Maldonado-Punta del Este-Minas
  - Bisdom Melo
  - Bisdom Mercedes
  - Bisdom Salto
  - Bisdom San José de Mayo
  - Bisdom Tacuarembó